# 読書をする老婦人 (レンブラント)
『読書をする老婦人』（どくしょをするろうふじん、蘭: Een lezende oude vrouw、英: An Old Woman Reading）、または 『預言者アンナ』（よげんしゃアンナ、蘭: De profetes Hannah、英: The Profetess Anna）は、17世紀オランダ絵画黄金時代の巨匠レンブラント・ファン・レインが1631年にオーク板上に油彩で制作した絵画である。画面下部左側に「RHL 1631」というモノグラムの署名と制作年が記されている。作品は1928年以来、アムステルダム国立美術館に所蔵されている。

## 作品

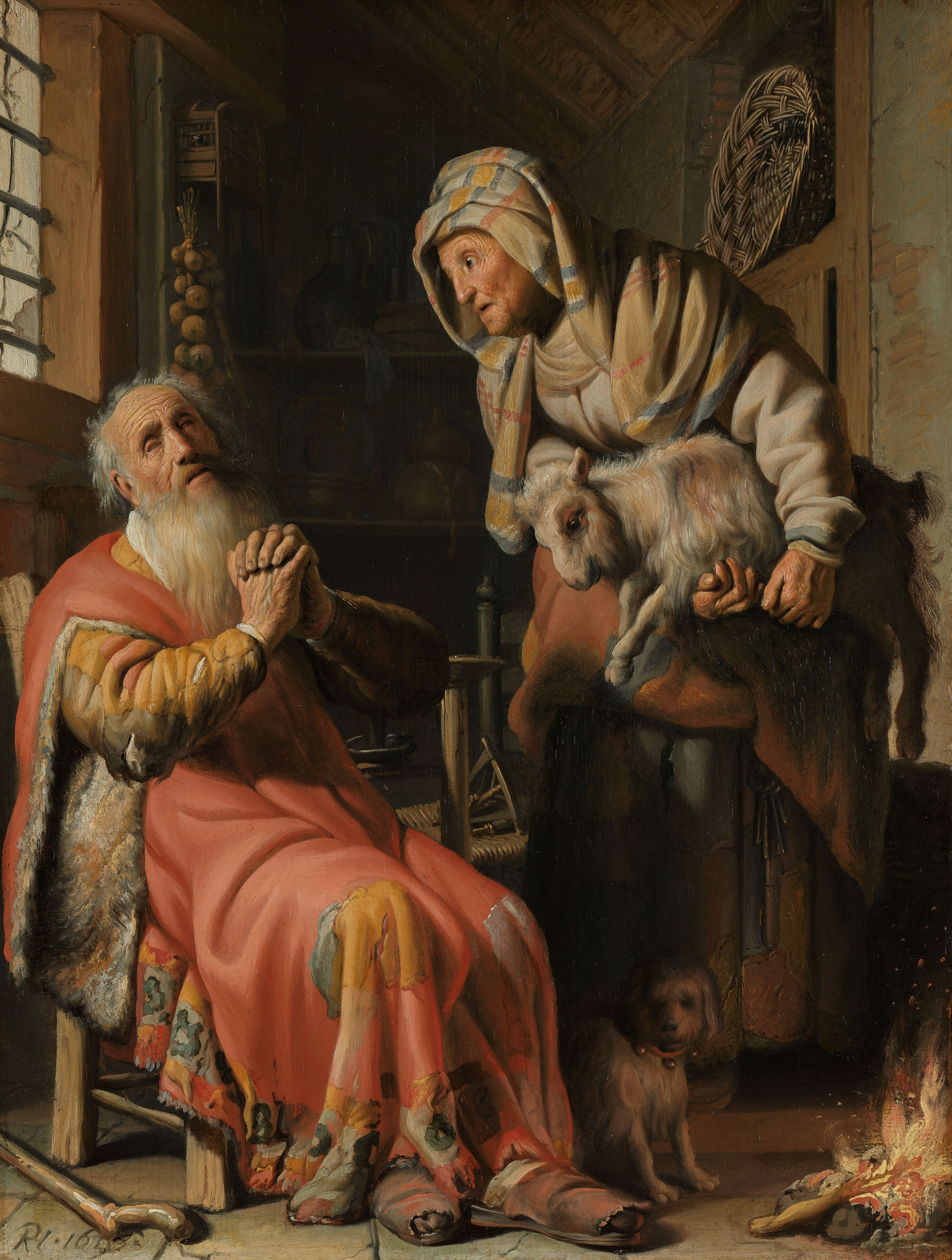
レンブラント『トビトと子ヤギを持ったアンナ』 (1626年)、アムステルダム国立美術館

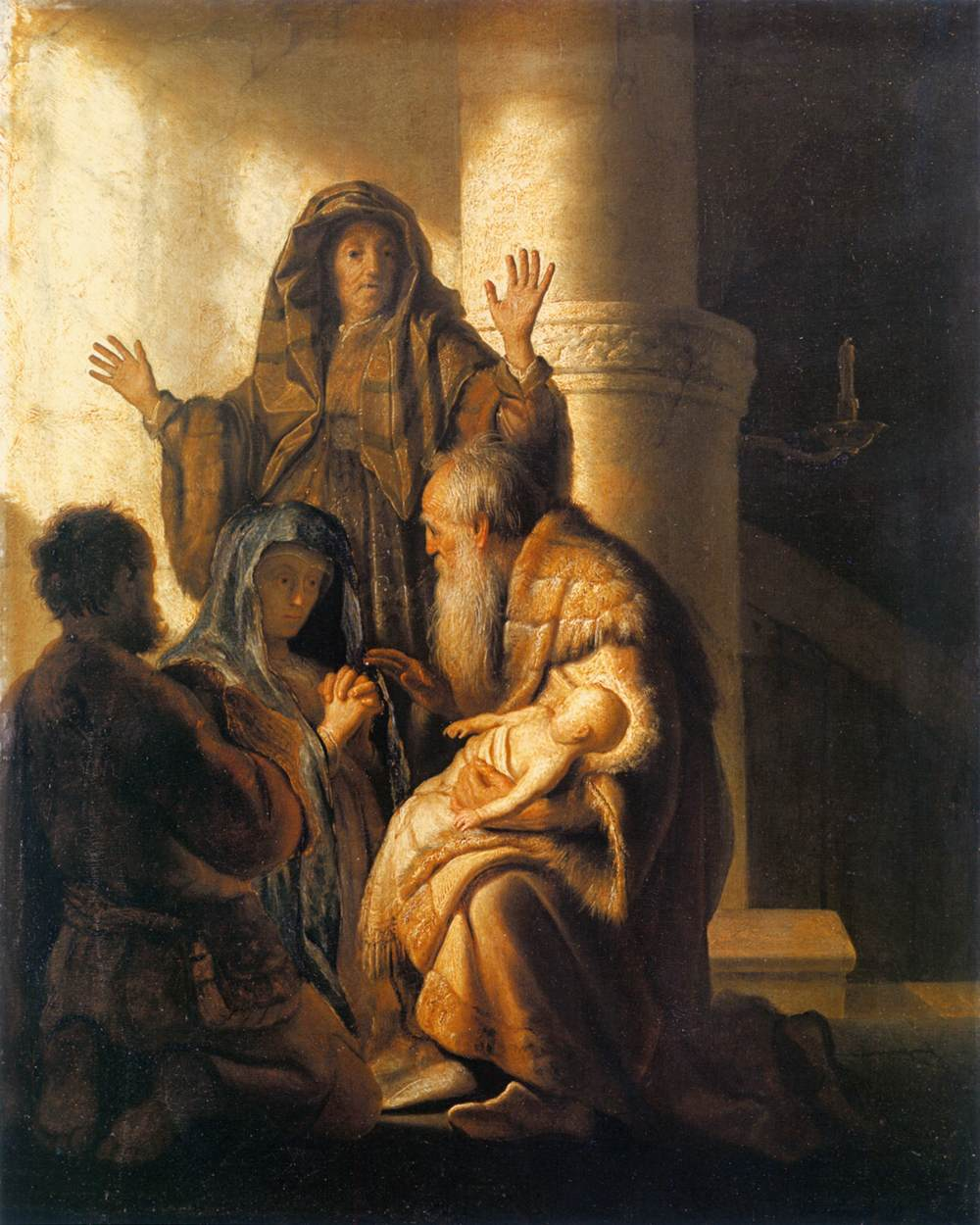
レンブラント『寺院の中のシメオン』 (1627-1628年)、ハンブルク美術館

画面の老婦人は、背後から照らす光に照らされている。光は彼女の頭巾に照り返し、赤いベルベットのマントを照らし、銀色に輝く髪の毛をくっきりと浮かび上がらせる。最も強い光が彼女の持つ聖書と、絵具で造形された皺だらけの手にあたっているが、彼女の顔は陰になっている。書物の文字は読めないが、ヘブライ語のようである。
老婦人は預言者アンナ である可能性があり、聖書によれば、彼女は断食と、昼夜を問わない寺院での祈りにより神に仕えた。また、聖ヨセフと聖母マリアが新生児イエス・キリストを神殿に連れていった時、アンナはただちにイエスが救世主であることを感知した。
老婦人のモデルとなったのは、伝統的にレンブラントの母であるとされてきた。彼女は当時60歳で、これは十分に考えられることである。男女を問わず、老人を物思いにふけっている姿で描くことは、レンブラントの作品、とりわけ彼のライデン時代の作品の顕著な特徴となっている。往々にして、これらの絵画のモデルとなった人物たちは、レンブラントが集め、自身のアトリエの箪笥にしまっていた異国趣味の衣装を身に着けている。
本作の老婦人は、『トビトと子ヤギを持ったアンナ』 (アムステルダム国立美術館) や『寺院の中のシメオン』 (ハンブルク美術館) などレンブラントの少なくとも3点のほかの絵画にも登場する。また、彼女は、1628-1633年にレンブラントが制作した5点のエッチングにも表されている。